# 小行星7448
小行星7448（英語：7448 Pollath）是一颗围绕太阳公转的小行星。1948年1月14日，沃尔特·巴德在威尔逊山发现了此天体。
这颗小行星的绝对星等为292.42126等。